# Turbicellepora
Turbicellepora är ett släkte av mossdjur som beskrevs av Ryland 1963. Turbicellepora ingår i familjen Celleporidae.
Släktet Turbicellepora indelas i:
- Turbicellepora aculeata
- Turbicellepora americana
- Turbicellepora ampla
- Turbicellepora anatina
- Turbicellepora areolata
- Turbicellepora armata
- Turbicellepora avicularis
- Turbicellepora avicularis.
- Turbicellepora boreale
- Turbicellepora camera
- Turbicellepora canaliculata
- Turbicellepora cantabra
- Turbicellepora canui
- Turbicellepora conica
- Turbicellepora coralliformis
- Turbicellepora coronopus
- Turbicellepora coronopusoida
- Turbicellepora coronopusoidea
- Turbicellepora crenulata
- Turbicellepora hirsuta
- Turbicellepora laevis
- Turbicellepora liouvillei
- Turbicellepora magnicostata
- Turbicellepora megasoma
- Turbicellepora naniberensis
- Turbicellepora nodulosa
- Turbicellepora ovioris
- Turbicellepora pachyclados
- Turbicellepora patagonica
- Turbicellepora pourtalesi
- Turbicellepora protensa
- Turbicellepora redoutei
- Turbicellepora robusta
- Turbicellepora rostrata
- Turbicellepora smitti
- Turbicellepora torquata
- Turbicellepora truncatorostris
- Turbicellepora tuberosa
- Turbicellepora tubigera
- Turbicellepora turricula
- Turbicellepora valligera
- Turbicellepora zanzibariensis